# Робинсон, Ник
Николас Джон «Ник» Робинсон (англ. Nicholas John «Nick» Robinson, род. 22 марта 1995, Сиэтл, Вашингтон, США) — американский актёр, наиболее известный по роли Райдера Скэнлона в комедийном сериале ABC Family «Мелисса и Джоуи», а также фильмам «Короли лета», «Мир юрского периода», «5-я волна», «С любовью, Саймон» и «Весь этот мир».

## Биография

### Ранние годы
Робинсон родился 22 марта 1995 года в Сиэтле, Вашингтон. Он самый старший из пяти детей, за исключением двух сводных братьев и сестёр от предыдущего брака его отца. Его мать зовут Дэнис Пондер. Ник окончил Campbell Hall School в 2013 году.

### Карьера
Ник дебютировал в возрасте 11 лет в инсценировке повести Чарльза Диккенса «Рождественская песнь в прозе». В 2009 году получил роль Райдера Скэнлона в телесериале «Мелисса и Джоуи» канала ABC Family, где он снимался до окончания сериала в 2015 году.
В 2011 году, взяв паузу в телесериале «Мелисса и Джоуи», Ник снялся в оригинальном кино канала Дисней «Заклятые друзья», вместе с Беллой Торн и Зендаей. Премьера фильма состоялась 13 января 2012 года. В 2012 году был выбран на главную роль Джо Тойя в фильме «Короли лета». Съёмки фильма начались в июле 2012 года в Кливленде, штат Огайо и закончились в августе 2012 года. В том же году снялся в одном эпизоде телесериала «Подпольная империя» в роли молодого вора Роуланда Смита.
В 2013 году был выбран на роль Зака Митчелла в фильме «Мир юрского периода», который вышел в 2015 году. В 2015 году получил главную роль в фильме «Быть Чарли», премьера которого состоялась на Кинофестивале в Торонто в 2015 году. В 2016 году сыграл роль Бэна Пэриша (Зомби) в экранизации романа Рика Янси «5-я волна».
В марте 2016 года было объявлено, что Робинсон снимется в комедийной драме Уильяма Мэйси «Кристал». В июле 2016 стало известно, что Ник получил роль в фильме «Весь этот мир».

## Работы

### Фильмография
| Год       |     | Русское название                  | Оригинальное название         | Роль                 |
| --------- | --- | --------------------------------- | ----------------------------- | -------------------- |
| 2009      | кор | СиСи 2010                         | CC 2010                       | молодой отец СиСи    |
| 2010      | кор | Перемещённый                      | Displaced                     | мальчик с полотенцем |
| 2010—2015 | с   | Мелисса и Джоуи                   | Melissa & Joey                | Райдер Скэнлон       |
| 2012      | с   | Подпольная империя                | Boardwalk Empire              | Роуланд Смит         |
| 2012      | кор | Старая игра                       | The Old Switcha-Roo           | Джерри               |
| 2012      | ф   | Заклятые друзья                   | Frenemies                     | Джейк Логан          |
| 2013      | ф   | Короли лета                       | The Kings of Summer           | Джо Той              |
| 2015      | ф   | Мир юрского периода               | Jurassic World                | Зак Митчелл          |
| 2016      | ф   | 5-я волна                         | The 5th Wave                  | Бен «Зомби» Пэриш    |
| 2016      | ф   | Быть Чарли                        | Being Charlie                 | Чарли Миллс          |
| 2017      | ф   | Конг: Остров черепа               | Kong: Skull Island            | посетитель в баре    |
| 2017      | ф   | Весь этот мир                     | Everything, Everything        | Олли Брайт           |
| 2017      | ф   | Кристал                           | Krystal                       | Тэйлор Огбёрн        |
| 2018      | ф   | С любовью, Саймон                 | Love, Simon                   | Саймон Спир          |
| 2019      | ф   | Сын Америки                       | Native Son                    | Йен                  |
| 2019      | ф   | Рождённый после смерти            | Strange But True              | Филип                |
| 2020      | ф   | Асоциальная сеть                  | Silk Road                     | Росс Ульбрихт        |
| 2020—2021 | с   | С любовью, Виктор                 | Love, Victor                  | Саймон Спир          |
| 2020      | с   | Учитель                           | A Teacher                     | Эрик Уокер           |
| 2020      | ф   | Воздушный бой                     | Shadow in the Cloud           | Стю Бекелл           |
| 2021      | с   | Уборщица. История матери-одиночки | Maid                          | Шон                  |
| 2023      | с   | Всемирная история, часть 2        | History of the World, Part II | Роберт Тодд Линкольн |
| 2023      | кор | Воскресенье забытого брата        | Shadow Brother Sunday         | Джейкоб              |
| 2024      | ф   | Дева и дракон                     | Damsel                        | принц Генри          |
| 2024      | ф   | Закусочная                        | Snack Shack                   | Шейн Уоркмен         |
| 2024      | ф   | Заведи меня                       | Turn Me On                    | Уильям               |
| 2025      | с   | Покинутые                         | The Abandons                  | Элиас Теллер         |

### Музыкальные видео
| Год  | Песня                  | Примечание  |
| ---- | ---------------------- | ----------- |
| 2021 | From The Back Of A Cab | клип Rostam |

## Комментарии
1. ↑  В большинстве серий выступает в качестве закадрового рассказчика. Появляется на экране в эпизодах 1.08 и 2.10.